# Ellen Marsvin
Ellen Marsvin, född 1 februari 1572 på Landskrona slott, död 11 november 1649, var en dansk godsägare, adelsdam och länsman. Hon var 1589–1602 gift med Ludvig Munk och mor till Kirsten Munk, som var danske kung Kristian IV:s hustru i ett morganatiskt äktenskap. 

## Biografi
Ellen Marsvin var dotter till landshövdingen på Landskrona slott, riksrådet Jørgen Marsvin och hans hustru Karen Gyldenstierne, och syster till Otte Marsvin (1573–1647). Hon var dansk adelsdam av släkten Marsvin. Faderns förflyttning 1578 från Odensegårds län till Sølvitsborg förklaras med klagomål över hans hänsynslöshet som maktutövare.   
Hon gifte sig den 29 juni 1589 med Ludvig Munk till Nørlund, som tidigare varit ståthållare i Norge och som vid den tiden var norsk länsman. Ellen tros dock ha stannat i Danmark, där hon ska ha varit ansvarig för makens danska gods under hans frånvaro. Efter hans död 1602 gifte sig Ellen Marsvin den 11 januari 1607 med landshövdingen på Odensegård, Knud Rud.
År 1615 gifte sig hennes enda barn, Kirsten, med kungen. Ellen Marsvin hade ställt som krav att kungen gifte sig med henne i stället för att göra henne till mätress, och hon utformade också kontraktet, där Kirsten försäkrades ett län som änkepension och status som hustru, men inte drottning. Kungen uppskattade hennes affärsskicklighet. Ellen Marsvin förstod att utnyttja sin dotters äktenskap med Kristian IV till egen fördel. I egenskap av de kungliga barnens mormor förvaltade hon de pengar som kungen gav dem. Med hjälp av dessa pengar kom hon efter hand att äga flera stora gods runt om i landet: Vallö på Själland, Ulfeldtsholm på Fyn, som hon byggde om och kallade Ellensborg (nu Holckenhavn), Boller och Rosenvold i Jylland samt öarna Taasinge och Thurö. Hon var en av landets största godsägare och styrde sina egendomar med stor affärsskicklighet. Hon ägnade sig åt godsuppköp och byggnadsprojekt. Under en tid av stor godsomsättningspolitik- och spekulation var hon en av de skickligaste i Danmark: 1625 besatt en genomsnittlig godsägare 600 tunnland hartkorn medan hon ägde 7.600 tunnland. Hon utnämndes till länsman över Dalum Kloster 1620, en ovanlig anställning för hennes kön under denna epok, som hon förlorade 1639.    
För att skyla över dotterns otrohet 1629, ge kungen skulden för brytningen och även behålla sitt personliga inflytande främjade hon kungens förbindelse med Vibeke Kruse, men ställde sig dock senare (1635) på dotterns sida, då konungen stod fast vid skilsmässan. Hon bevarade en god relation till kungen fram till 1639, då han, irriterad över hennes försök att få honom att erkänna faderskap till dotterdottern Dorothea Elisabeth, avskedade henne som länsman. Hon levde sedan på sina gods.